# La Joya (Meksyk)
La Joya – miasto w Meksyku, w stanie Kalifornia Dolna.